# Al șaptelea semn
Al șaptelea semn (în engleză The Seventh Sign) este un film de groază supranatural apocaliptic din 1988 regizat de Carl Schultz cu Demi Moore și Michael Biehn în rolurile principale. Titlul și intriga fac referire la cele cele șapte sigilii din Apocalipsa lui Ioan, capitolul 6. Filmul a fost lansat la 1 aprilie 1988 de Columbia Pictures Entertainment sub sigla TriStar Pictures, a avut recenzii negative și încasări de 18,8 milioane de dolari americani la box office.
Fascinat de scenariul original, pentru care a sugerat câteva modificări, Schultz a realizat filmul în șase săptămâni și l-a ales în mod specific pe Jack Nitzsche pentru a scrie coloana sonoră.

## Distribuție
- Demi Moore - Abby Quinn
- Michael Biehn - Russell Quinn
- Jürgen Prochnow - The Boarder
- Peter Friedman - Părintele Lucci/Cartaphilus (Evreul rătăcitor)
- Manny Jacobs - Avi
- John Taylor - Jimmy Szaragosa